# Dupuy-de-Lôme (croiseur cuirassé)
Pour les autres navires du même nom, voir Dupuy-de-Lôme.
Le Dupuy-de-Lôme fut le premier croiseur cuirassé de la Marine française.

## Histoire
Ce croiseur cuirassé fut lancé en 1890 à l'Arsenal de Brest et mis en service le 15 mai 1895. Il porte le nom d'un célèbre ingénieur des constructions navales, Henri Dupuy de Lôme (1816-1885). Son tout premier commandant fut le capitaine de vaisseau Auguste Le Borgne de Kerambosquer qui avait été chargé de suivre les travaux d'achèvement en octobre 1891. Il en prit le commandement le 1er avril 1892.
La conception de la coque, calquée sur le modèle des frégates, permettait l'augmentation des angles de tir des batteries de son artillerie. Son hydrodynamisme performant lui permettait une vitesse supérieure aux navires de même type de l'époque. Il pouvait atteindre une vitesse de pointe de 23 nœuds lors des raids contre les navires ennemis de commerce selon la doctrine navale Jeune École.
Son blindage en acier au nickel, le premier de ce type fabriqué par Schneider et Cie à partir de 1888, était épais de 100 mm sur la ceinture et les tourelles, de 20 mm sur le pont et de 125 mm sur la passerelle.
Renommé Commandant Elias Aguirre durant sa refonte, le Dupuy-de-Lôme fut vendu au Pérou en 1912 pour trois millions de francs-or. Complètement démodé, la plupart des Péruviens y virent une escroquerie due à la corruption de leur gouvernement. Il en résulta une campagne de presse qui se termina en 1914 par la fin de la mission navale française dans ce pays. Il ne fut jamais livré et fut donc remis en service dès 1914 au sein de la Marine Nationale française.
Désarmé en 1918, Il fut vendu en Belgique pour être transformé en cargo, sous le nom de Peruvier. Il subit une avarie par incendie en 1920 et revint en Europe à la remorque. Il fut définitivement rayé des listes en 1922.

## Service
Le Dupuy-de-Lôme a été mis sur cale au chantier naval de Brest le 4 juillet 1888 et il a été lancé le 27 octobre 1890. Un certain nombre de ses plaques de blindage en acier forgé se sont avérées défectueuses lors des essais car les techniques métallurgiques pour le durcir étaient encore en cours de développement, mais la plupart des plaques ont été acceptées de toute façon. Le bâtiment commença ses essais préliminaires en mer le 1er avril 1892 et un tube de chaudière éclata le 20 juin, brûlant 16 hommes. Les modifications nécessaires pour résoudre le problème ont retardé l’achèvement du navire de près d’un an. D’autres essais en octobre 1893 montrèrent que les machines du Dupuy-de-Lôme ne pouvaient atteindre que 10 180 chevaux métriques (7 490 kW) au cours d’un essai de 24 heures et que les chaudières étaient structurellement malsaines. Le fabricant accepta de les remplacer, mais les travaux nécessaires retardèrent l’achèvement du navire d’une autre année. Une nouvelle série d’essais en mer fut menée le 15 novembre 1894 et fut considérée comme raisonnablement satisfaisante. 
Le Dupuy-de-Lôme fut finalement mis en service le 15 mai 1895 et affecté à l’Escadre du Nord, basé sur la côte atlantique. Le mois suivant, lors de la cérémonie d’ouverture du canal de Kiel, il représenta la France, avec le Hoche et le croiseur Surcouf. Il fit des visites portuaires en Espagne en juin 1896 et escorte le yacht impérial russe jusqu’à Cherbourg lorsque Nicolas II de Russie entame une visite d’État le 5 octobre. Le bâtiment escorta le président de la République, Félix Faure, lors de sa visite en Russie en avril 1897.
Lors d’un bref carénage commencé en octobre 1897, furent installées des quilles de roulis qui ont effectivement réduit de moitié l'amplitude du roulis du navire. En juin 1899, le Dupuy-de-Lôme visita les ports d’Espagne et du Portugal et représenta la France à Spithead lors des funérailles de la reine Victoria en janvier-février 1901.

## Navires du même nom
- Un sous-marin de haute mer (1916-1935)
- Le Dupuy-de-Lôme (n° de coque A759): navire collecteur de renseignements